# شعب القرية (السبرة)

تعديل مصدري - تعديل

شعب القرية محلة تابعة لقرية شمسان، التابعة لعزلة الابروة بمديرية السبرة إحدى مديريات محافظة إب في الجمهورية اليمنية.، بلغ تعداد سكانها 128 حسب تعداد اليمن لعام 2004.